# 曺植
曺 植（そう しょく、ユリウス暦1501年6月26日（大統暦弘治十四年五月二十七日） - ユリウス暦1572年2月8日（大統暦隆慶六年一月初八日））は李氏朝鮮の儒学者、政治家、詩人。字は楗仲（건중、コンジュン）。 号は南冥、昌寧人。本貫は昌寧曺氏。李滉(退渓)、李珥(栗谷)と並んで、朝鮮朱子学における三大儒と称される。

## 経歴
慶尚道に生まれ。経伝子史を遍く勉学し、天文地誌、医方学にも意を注いだ。1519年の己卯士禍を契機に旧学の是ならざることを悟り、六経四書、程朱学の書籍に学び、自らの「南冥学」を完成させ、次第に名声を慕って従学する者が増えた。1545年の乙巳士禍を契機に、仕官の徴命を固辞して隠棲し、後進の育成に専念した。

## 著書
- 『南冥集』
- 『南冥學記』
- 『神明舍圖』
- 『破閑雜記』
- 『南冥學記類編』
- 『南冥歌』
- 『勸善指路歌』